# 道の駅名水の郷きょうごく
道の駅名水の郷きょうごく（みちのえき めいすいのさときょうごく）は、北海道虻田郡京極町にある北海道道478号京極倶知安線の道の駅である。ふきだし公園にあり、園内にある「羊蹄のふきだし湧水」は、環境省による『名水百選』や『北海道遺産』などに選定されている。

## 歴史
- 1991年（平成03年）：名水プラザオープン[1]。
- 2007年（平成19年）：「名水の郷きょうごく」として道の駅登録[1]。

## 施設
メイン施設は「名水プラザ」。名水プラザの隣や湧水口側にも売店がある。名水プラザ側や湧水口側の駐車場のほか、京極温泉横の駐車場もある。
- 駐車場
  - 普通車：271台
  - 大型車：25台
  - 身障者用：2台
- トイレ
  - 男：大 4器（2器） 小 9器（4器）
  - 女：11器（4器）
  - 身障者用：3器（3器）

※（）内は24時間使用可能
- 公衆電話
- AED
- Wi-Fi
- レストラン
- 特産品販売コーナー
- 三角ステージ
- 芝生広場
- 遊具
- 展望台
- つり橋
- 三十三番観音像
- ふきだし湧水口

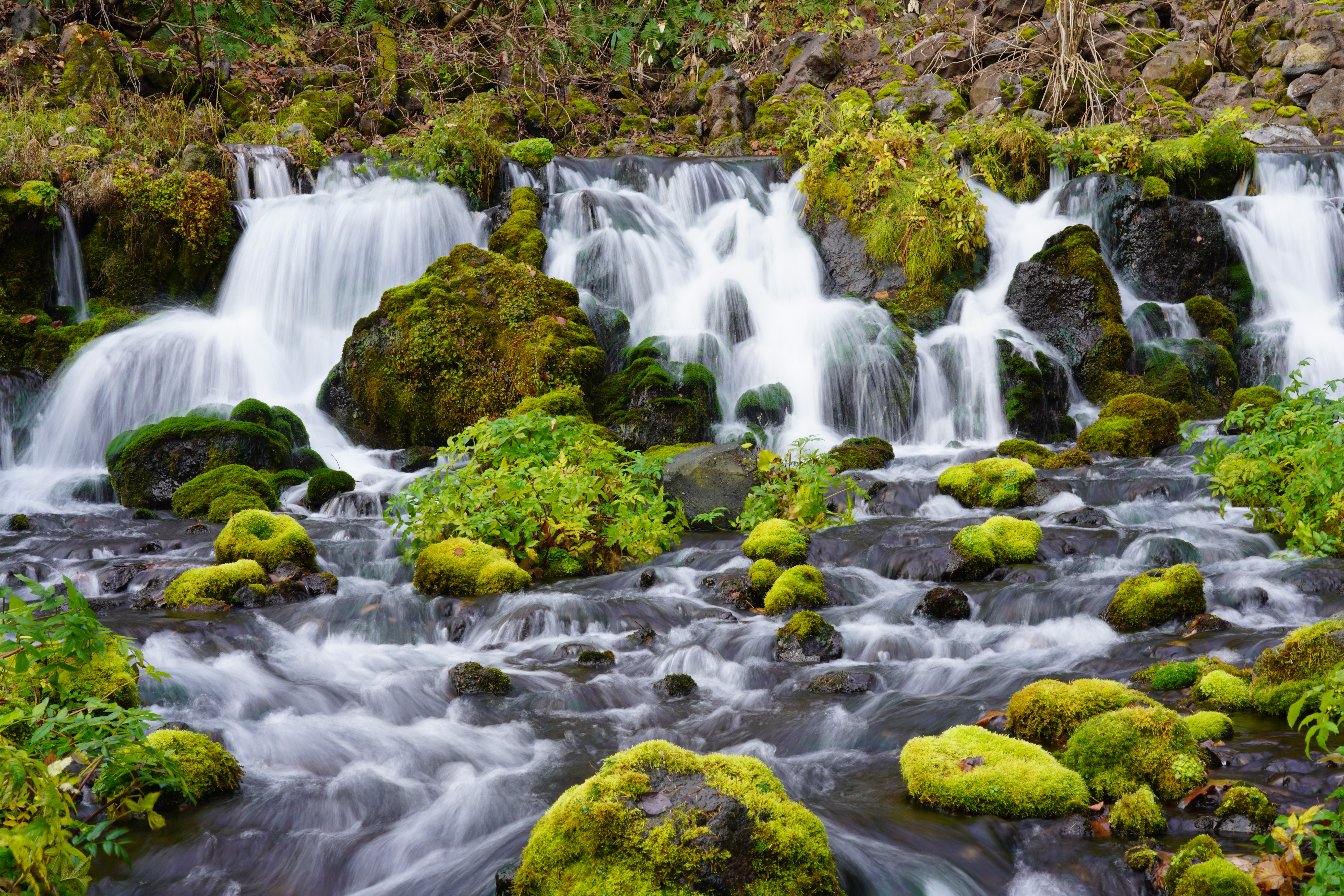
羊蹄のふきだし湧水（2018年11月）

## アクセス
北海道道478号京極倶知安線沿いにあり、京極温泉、スリーユーパーク（パークゴルフ場、テニスコート、ゲートボール場、キャンプ場）が隣接している。
- 道南バス「京極バスターミナル」バス停から徒歩約15分